# مطير (قبيلة)
قبيلة مُطَيْر هي قبيلة عربية كبيرة في وسط الجزيرة العربية تستوطن مناطق في نجد والحجاز وتنقسم القبيلة إلى ثلاثة اجذام رئيسية هي بني عبد الله وعلوى وبريه وتمتد منازلهم من الحجاز ما بين مكة والمدينة المنورة وما جاورها ونزولا إلى نجد في وسط الجزيرة العربية وتمتد إلى هضبة الصمان بشمال شرقي الجزيرة العربية وصولا إلى الكويت. ويتوزع أفراد القبيلة حالياً في شبه الجزيرة العربية في كل دولة السعودية والكويت والعراق النسبة إليهم مطيري والجمع مطران.

## النسب
قبيلة مطير هي قبيلة قيسية مضرية عدنانية تعود جذورها إلى غطفان بن سعد بن قيس عيلان بن مضر بن نزار بن معد بن عدنان. ذكر محمد علي العبيد: مطير وهم غطفان وهم أهل تلك المياه من زمن الجاهلية إلى يومنا هذا وهذه هي ذراريهم لم تترع عنها ولم ينزل بهما غيرهم فهم غطفان الأصل
وذكر حمد الجاسر ما نصه أصل القبيلة غطفان من أشهر القبائل العدنانية في الجزيرة فالعهد الجاهلي وعند ظهور الإسلام وقد تفرعت فروعاً كثيرة منها فزارة وعبس وذبيان وغيرها، غير أن تلك الفروع تفرقت واختلطت في قبائل أخرى انتسبت إليها فجُهلت ولم يبق في الجزيرة من فروع غطفان في عهدنا الحاضر سوى بني عبد الله بن غطفان بن سعد بن قيس عيلان بن مضر بن نزار بن معد بن عدنان وقد حافظت على الاسم الذي اختاره لها الرسول صلى الله عليه وسلم وتمسكت به مع انضوائها في مسمى قبيلة مطير.

وذكر المؤرخ محمود شاكر ما نصه: تقيم جماعات من مطير في جنوب قبيلة حرب في الجنوب الشرقي في المدينة المنورة ومطير تعود في أصولها إلى غطفان وتقيم بعض بطونها اليوم في شمال شرق المملكة قريبا من حدود الكويت 

## سبب التسمية
سميت القبيلة ب (مطير) نسبة إلى بطن المطارنة من قبيلة مطير، 
وكلمة (مطير) هي اسم علم مذكر عربي معناه: كثير المطر، السخيّ، الكريم وهي صفة مشبَّهة تدلّ على الثبوت من مطَرَ يوم ممطر مطير. يوْم مِنْ أَيَّامِ الزَّمْهَرِيرِ عَاصِفٌ قَارِسٌ مطير".

## الشهرة والألقاب
- حمران النواظر والناظر أي العين وجمعه النواظر.[12]
- أهل الردات لقب كافة مطير.[13][14] وامتازت به علوى.[15]

## التاريخ

### الحجاز
مطير قبيلة حجازية الأصل والمنشأْ استوطنت في الأراضي الواقعة ما بين المدينة المنورة ومكة وجاء أول ذكر لمطير عند ابن فضل الله العمري وهو من مؤرخي القرن السابع من (700 هـ - 769 هـ) وذكرهم من القبائل المجاورة لمكة المكرمة عند حديثه عن أمراء ربيعه وملوك البر وأمراء الشام والعراق والحجاز في عصر المماليك والقبائل المواليه لهم
من قبائل الحجاز وذكر مطير وعنزة والظفير وعدوان ومن ديارهم في الحجاز حرة بني عبد الله أو حرة العبادل ومهد الذهب.

 
وفي حوداث عام 1409م/812هـ مقتل أمير المدينة المنورة المعزول جماز بن هبة الله الحسني علي يد ركب من مطير. وفي 829 هـ بعد وفاة أمير مكة الشريف حسن بن عجلان بن رميثه الحسني قال بدر الدين الحسين بن محمد العليف قصيدة رثاء ذكر فيها قبائل الحجاز قال فيها 

### نجد
شهد القرن العاشر هجري ظهور قبيلة جديدة على نجد كان لها شأن هام في صراعات القبائل النجدية ألا وهي قبيلة مطير التي خلفت الظفير فيما بعد في منافسة عنزة على السيادة في وسط نجد. نعم أمتدت مناطق مطير إلى وسط نجد فهجرت فروع من علوى وبرية الحجاز إلى نجد وتنازعوا مع قبائل عنزة وبني لام،
في عام 1637م خرجت قوافل عنزة من الأحساء بعدما اكتالت فصادفتها مطير وسبيع في العرمة وانخذلت سبيع بسبب وجود رجل من سبيع مع عنزة وتقاتلت عنزة ومطير فسلمت القوافل ولم يأخذ إلا الشيء القليل. وفي 1651م تحاربت الظفير مع عنزة في وادي وثال فجائت مطير نجدة لظفير وصارت الهزيمة على عنزة فغنموا امتعتهم وفي أواخر زمن الدولة السعودية الأولى عام 1818 بلغت زكاة مطير 23,000 ريال وفي أحداث سنة 1195 هـ (1780 م) انتهى المطاف في النزاعات إلى مناخ طويل بين قبيلة مطير وقبائل عنزة ومن معهم من الظفير وبنو خالد فوقع النزال عند جبل كير فسمي بمناخ كير فأدال الله خيل مطير يرئسهم حسين بن وطبان الدويش على عنزة فانتصرت مطير وانتشرت في نجد.

### استيطان الصمان
استوطنت أجزاء كبيرة من قبيلة مطير منطقة الصمان في شرق الجزيرة العربية بعد نزالها في مناخ الرضيمة عام 1823م ضد دولة بني خالد ومن حالفها في الأحساء والتي انهت بانتصار مطير. فكانت ملكية الدهناء والصمان مقصورة عليهم.
وبعد ظهور حركة الإخوان في نجد أوائل القرن العشرين سكنت بوادي مطير هجر الأرطاوية وقرية العليا وفريثان والفروثي وبلغ مجموع مايخرج من قبيلة مطير الذين يلبون الجهاد 11,100 مقاتل 

## أقوال المؤرخين فيهم
- قبيلة مطير تنتشر في الحجاز ونجد والكويت وهم ذو الفضل والخير، الحامين نزيلهم والعاجزة الأقلام عن تفاصيلهم، ذو الظعن والنزول والشد، والسبق في الغايات واللحق بالرايات، أسود المعترك وفود المدرك.[25]
- أولاد علي [بريه] وبني عبد الله الذين يهيمون بين القصيم والحجاز ولهذه القبيلة تراث طويل فهي من القبائل الشريفة وتعتبر من أعظم وأعرق القبائل العربية.[26]
- تعتبر مطير بتاريخها العريق الحافل والممتد من أبرز قبائل الجزيرة العربية ولهم تقاليد رائعة وينقسمون إلى ثلاثة أقسام وهم يهتمون بصورة خاصة بتربية الإبل والخيول، وقد اشتهروا في الحرب بقدرتهم على شن هجمات مفاجئة من قواعد بعيدة.[27]
- مطير من أعظم عشائر نجد، وهي عشيرة كبيرة كثيرة في غاية القوة والشجاعة.[28]
- تعتبر قبيلة مطير أول من أجاب دعوة الملك عبد العزيز لإنشاء الهجر فانشأو الأرطاوية عام 1330 هـ وتعد أول ما بني من الهجر ثم مبايض، وقرية وقرّية والعمار ومليح والأرطاوي وأم حزم والثامرية والجعله والحسو ودابان والشفلحية والفروثي وفريثان والمطيوي وأوضاخ والأثلة وبوضا واللصافة وضرية.[29]

## الفروع
تنقسم قبيلة مطير إلى ثلاثة أفرع رئيسية هي: بني عبد الله وعلوى وبريه وقد وقدرت أعداد الخيام في نجد عام 1937 بحوالي 10,000 خيمة بعدد إجمالي يصل إلى 50,000 نسمة.
- بني عبد الله: يسكنون الحجاز ما بين مكة والمدينة حتى أطراف القصيم وعالية نجد ولمم تتغير منازلهم منذ الجاهلية حتى الآن ويشكلون أكثر من نصف مطير.

| - ميمون. - الصعبة. - الشلالحة. - بني عزيز. - الهويملات. - ذوي عون. - بريه: (2430 خيمة) يسكنون عالية نجد امتداد إلى الكويت. - أولاد علي. - أولاد واصل. - علوى: سكنون نجد والصمان وصولا إلى أطراف الكويت. - الموهة. - الجبلان. - ذوي عون. |